# Список потерь Ми-8 и его модификаций
Список потерянных Ми-8 всех модификаций (включая Ми-17 и Ми-171) составлен по данным из открытых источников и учитывает только авиационные происшествия или воздействие внешних сил, приведшие к утрате вертолёта или его списанию вследствие полученных повреждений.
Списки не полные и не окончательные.
Для более удобной навигации списки разделены по годам начиная с 1961 года, когда начались первые полёты Ми-8:
1968—1979 • 1980 • 1981
1982 • 1983 • 1984 • 1985 • 1986 • 1987 • 1988 • 1989 • 1990 • 1991
1992 • 1993 • 1994 • 1995 • 1996 • 1997 • 1998 • 1999 • 2000 • 2001
2002 • 2003 • 2004 • 2005 • 2006 • 2007 • 2008 • 2009 • 2010 • 2011
2012 • 2013 • 2014 • 2015 • 2016 • 2017 • 2018 • 2019 • 2020 • 2021

## Список неподтверждённых аварий и катастроф
В данном списке перечислены авиационные происшествия с Ми-8 и его модификациями, о которых мало или отсутствует информация. По мере того как информация будет появляться — данные из этой таблицы будут переноситься в основные по годам.
| № п/п | Дата       | Модификация / Бортовой номер | Место                                                       | Жертвы / На борту | Краткое описание |
| ----- | ---------- | ---------------------------- | ----------------------------------------------------------- | ----------------- | --- |
| 1     | 24.09.1987 | Ми-8 н. д.                   | близ Слиача                                                 | н. д./н. д.       | Вертолёты советской группы войск столкнулись на полигоне. |
| 2     | 24.09.1987 | Ми-8 н. д.                   | близ Слиача                                                 | н. д./н. д.       | Вертолёты советской группы войск столкнулись на полигоне. |
| 3     | 1988(?)    | Ми-8 н. д.                   | Киргизская ССР, около Фрунзе                                | 1/н. д.           | Заходящий на посадку Ми-24 столкнулся с Ми-8. Обе машины сгорели, погиб один человек. |
| 4     | 30.08.2000 | Ми-8 н. д.                   | Таджикистан, Хатлонская область                             | 1/15              | Вертолёт заходил на посадку в одном из поселков Хатлонской области (Таджикистан), где была перепахана взлётная полоса. О деформации ВПП не было сообщено в Душанбе, откуда вылетел вертолёт. Лётчикам пришлось искать наиболее ровное место ближе к зданию аэродрома. В опасной близости от наземных объектов вертолёт потерял управление и упал с высоты 7 метров. Вертолёт разбился и полностью сгорел, так как на борту имелись боеприпасы. Погиб 1 пассажир, остальные успели эвакуироваться через лобовое стекло до того, как пожар охватил всю машину. |
| 5     | 26.10.2017 | Ми-8АМТ RA-22312             | архипелаг Шпицберген, около Баренцбурга                     | 8/8               | Упал в море при сложных погодных условиях |
| 6     | 04.08.2018 | Ми-8 RA-25640                | Красноярский край, Туруханский район, 160 км от пос. Игарка | 18/18             | Следовал по маршруту Ванкор — Тарко-Сале. При взлёте произошло столкновение с грузом, закреплённым на тросе внешней подвески другого вертолёта Ми-8. Вертолёт упал и сгорел. |
| 7     | 02.09.2018 | Ми-8 RA-25502                | Иркутская область, 290 км юго-восточнее г. Усть-Кут         | 3/3               | Вертолёт авиакомпании «Ангара», выполнял геологическую разведку и пропал. На следующий день найден разбившимся. |
| 7     | 05.09.2019 | Ми-8 н. д.                   | Саратовская область, близ пос. Соколовый                    | 0/н. д.           | Вертолёт ВКС России, опрокинулся и сгорел во время разгона по взлётно-посадочной полосе местного аэродрома. |